# Elecciones parlamentarias de Israel de 1969
Las elecciones para el séptimo Knesset se llevaron a cabo en Israel el 28 de octubre de 1969. La participación electoral fue del 81,7%.
Las elecciones de 1969 se caracterizan por el hecho de que la coalición Alineamiento fue devuelta al poder con el mayor número de escaños jamás obtenidos en una elección israelí (56 de 120). También es la única vez que un partido o una alianza electoral se ha acercado a ganar una mayoría en una elección. Esto puede atribuirse a la popularidad del gobierno después de la victoria del país en la Guerra de los Seis Días, y que el Alineamiento había sido formado por una alianza de los cuatro partidos de izquierda más populares que entre ellos habían tomado el 51,2% de los votos en el elecciones previas.
También fueron las últimas elecciones con una mayoría decisiva para la izquierda en Israel, ya que la desastrosa guerra de Yom Kipur poco antes de las próximas elecciones dañó seriamente la credibilidad del Alineamiento, con su margen sobre el Likud (la agrupación de derecha más grande) reducida a solo 12 asientos. Meir Avizohar desertó de la lista nacional al Alineamiento. Avner Shaki abandonó el Partido Religioso Nacional y permaneció como un solo MK. Shalom Cohen dejó HaOlam HaZeh - Koah Hadash, que cambió su nombre a Meri.
Golda Meir, del Alineamiento, formó el decimoquinto gobierno, un gobierno de unidad nacional que incluía a Gahal, el Partido Religioso Nacional, los Liberales Independientes, el Progreso y el Desarrollo y la Cooperación y la Hermandad. Hubo 24 ministros.
Gahal renunció a la coalición el 6 de agosto de 1970 después de que el gobierno decidiera adoptar el Plan Rogers.
El séptimo Knesset fue uno de los más estables, con solo un nuevo partido creado (y que en sí mismo era prácticamente el nombre de un partido existente) y cuatro MK que cambiaron de partido.

## Resultados
|  | 46.2 % |

|  | 21.7 % |

|  | 9.7 % |

|  | 3.2 % |

|  | 3.1 % |

|  | 3.1 % |

|  | 2.8 % |

|  | 2.1 % |

|  | 1.9 % |

|  | 1.4 % |

|  | 1.2 % |

|  | 1.2 % |

|  | 1.1 % |

|  | 0.6 % |

|  | 0.4 % |

|  | 0.1 % |

|  | 95.8 % |

|  | 4.2 % |

|  | 100.00 % |

|  | 81.7 % |

1: Alineamiento Laborista, (alianza entre Mapai y Ajdut HaAvodá - Poalei Tzion en las elecciones pasadas) se unió con Rafi y Mapam, separados en las elecciones anteriores para formar Alineamiento. Para la variante de escaños se tomó la unión de los escaños de cada partido.

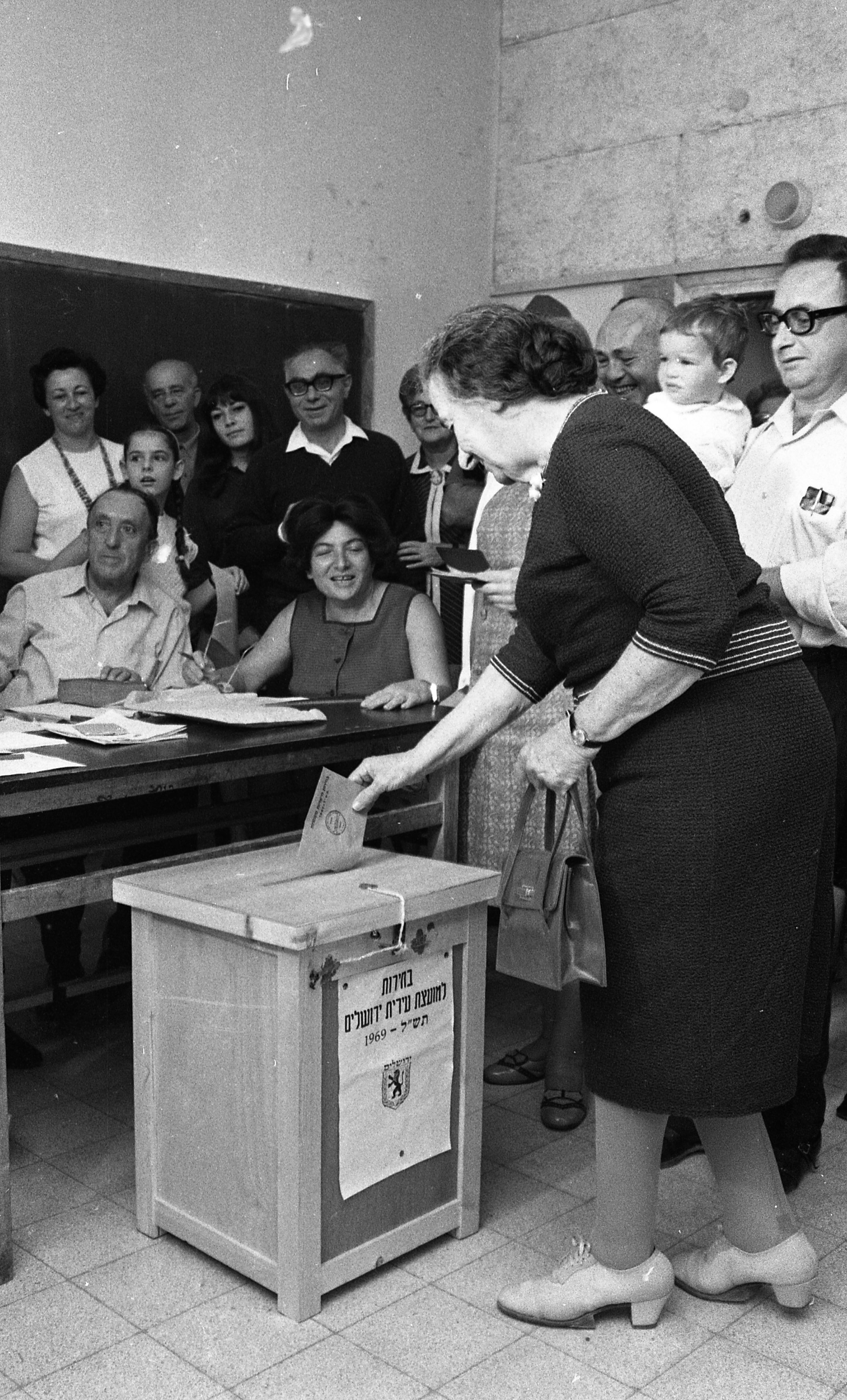
Golda Meir votando durante las elecciones de 1969